# Нагасау, Русила
Русила Нагасау (англ. Rusila Nagasau, 4 августа 1987, Наусори, Фиджи) — фиджийская регбистка, выступающая за национальную сборную по регби-7. Участница летних Олимпийских игр 2016; бронзовый призёр летних Олимпийских игр 2020.

## Биография
Русила Нагасау родилась 4 августа 1987 года в фиджийском городе Наусори.
Играла в регби за «Марист Сихоукс» из Сувы.
В 2015 году в составе женской сборной Фиджи завоевала золотую медаль чемпионата Океании по регби-7, проходившего в Новой Зеландии.
В 2016 году вошла в состав женской сборной Фиджи по регби-7 на летних Олимпийских играх в Рио-де-Жанейро, занявшей 8-е место. Провела 6 матчей, набрала 5 очков в матче со сборной Колумбии.
Выступала за сборную Фиджи в Мировой серии, провела 152 матча, набрала 163 очка.
Также занимается футболом.

## Семья
Двоюродная сестра Ана Рокика (род. 1988) также выступает за женскую сборную Фиджи по регби, в 2016 году участвовала в летних Олимпийских играх в Рио-де-Жанейро.